# Alte Synagoge (Neuss)

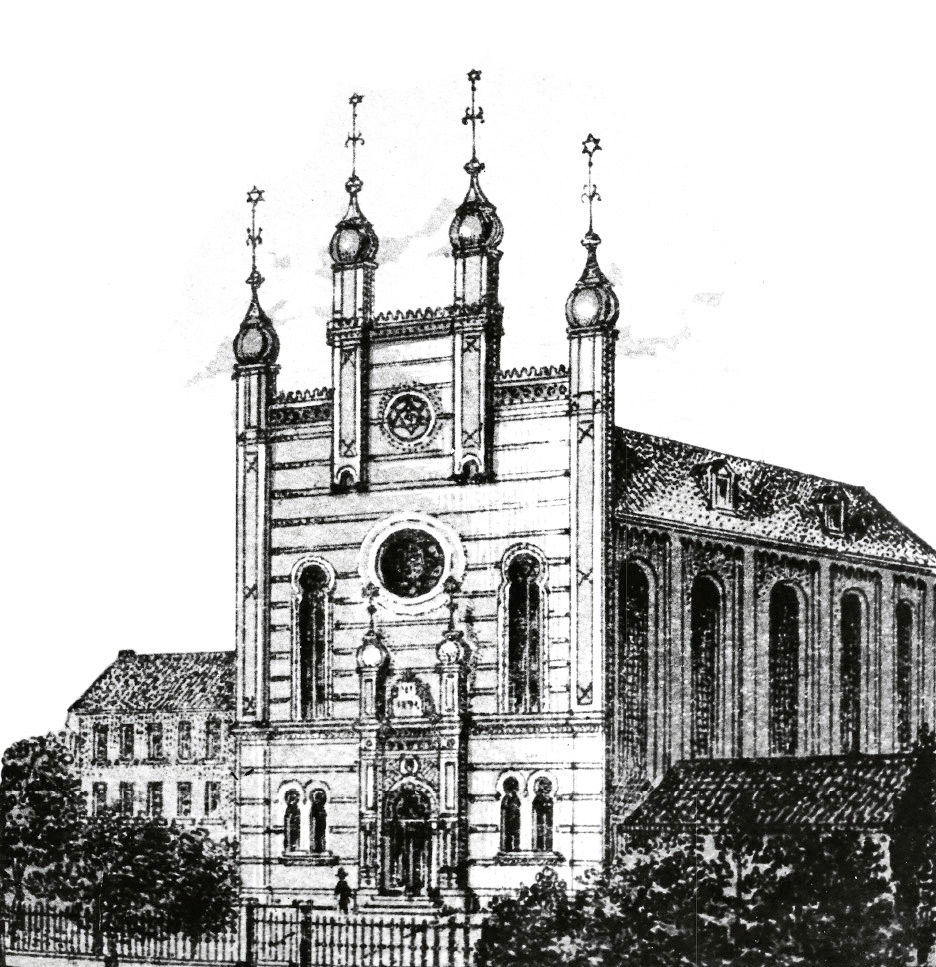
Alte Synagoge ca. 1870

Die alte Synagoge von Neuss befand sich in Neuss bei der Sparkasse Neuss auf der anderen Seite der Promenadenstraße.

## Geschichte
Bereits im 12. Jahrhundert gab es in Neuss eine kleine jüdische Gemeinde und eine Synagoge. Die Juden lebten am „Judensteg“ in der Nähe des späteren Hessentores und später im „Glockhammer“, dort befand sich auch die Synagoge. Die Juden wurden im Jahr 1463 aus der Stadt ausgewiesen. In der Franzosenzeit und der damit einhergehenden Religionsfreiheit bildete sich wieder eine jüdische Gemeinde, die ihren Betraum zunächst in einem Privathaus in der Neustraße einrichtete.

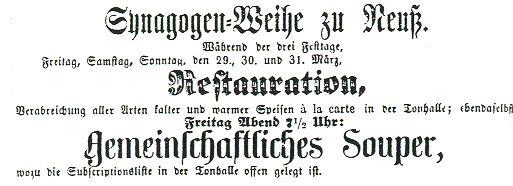
Einladung zur Einweihung der Alten Synagoge, 1867

Der von Baurat Friedrich Weise (1801–1874) entworfene neue Synagogen-Bau wurde am 29. März 1867 feierlich eingeweiht. Baulich orientierte sich das Gebäude an einem orientalischen Stil mit heller rötlicher Steinfassade, vier Zwiebeltürmen und einem goldenen Davidstern. Im Innenraum gab es keine Frauenempore, in der Sitzordnung waren Männer und Frauen durch den Mittelgang getrennt.  Im Jahr 1890 hatte die Jüdische Gemeinde Neuss ihre höchste Zahl von 300 Mitgliedern erreicht.
Die Synagoge wurde im Novemberpogrom in der Nacht vom 9. auf den 10. November 1938 niedergebrannt und 1941 dann völlig zerstört. Viele der Neusser Juden stammten zu diesem Zeitpunkt aus Hülchrath; sie hatten geglaubt, in Neuss sicherer zu sein. Im August 1942 war Neuss laut amtlicher Statistik „judenfrei“. Ein Mahnmal in Form eines 30 Tonnen schweren Steins, bearbeitet vom Bildhauer Ulrich Rückriem, erinnert seit 1995 an das Bauwerk.
Am 19. September 2021 wurde in Neuss eine neue Synagoge für ca. 600 Menschen jüdischen Glaubens aus der Region eröffnet und eingeweiht.